# جان کی (بازیکن فوتبال)
جان کی (انگلیسی: John Kay؛ زادهٔ ۲۹ ژانویهٔ ۱۹۶۴) بازیکن فوتبال اهل بریتانیا است.
از باشگاه‌هایی که در آن بازی کرده‌است می‌توان به باشگاه فوتبال آرسنال، باشگاه فوتبال ویمبلدون، باشگاه فوتبال شروزبری تاون، باشگاه فوتبال میدلزبرو، باشگاه فوتبال ساندرلند، و باشگاه فوتبال پرستون نورث اند اشاره کرد.